# Колон (острів)
Колон (ісп. Isla Colón) — острів в архіпелазі Бокас-дель-Торо в Панамі.

## Географія
Острів Колон є головним з семи великих островів, що входять в архіпелаг Бокас-дель-Торо. Він знаходиться біля північного узбережжя Панами та адміністративно входить до складу панамської провінції Бокас-дель-Торо. Головним містом Колона є місто Бокас-дель-Торо, яке одночасно і адміністративний центр однойменної провінції.

## Історія
Острів Колон названий на честь Христфора Колумба. що виявив його під час плавання і організував тут станцію постачання.

## Туризм
Архітектура міста Бокас-дель-Торо зберігає колоніальні риси, що приваблює численних туристів. Острів знаходиться за півтори години їзди від кордону з Коста-Рикою, звідки сюди прибуває основний потік туристів.
| Клімат (1972–2013)                         | Клімат (1972–2013) | Клімат (1972–2013) | Клімат (1972–2013) | Клімат (1972–2013) | Клімат (1972–2013) | Клімат (1972–2013) | Клімат (1972–2013) | Клімат (1972–2013) | Клімат (1972–2013) | Клімат (1972–2013) | Клімат (1972–2013) | Клімат (1972–2013) | Клімат (1972–2013) |
| Показник                                   | Січ.               | Лют.               | Бер.               | Квіт.              | Трав.              | Черв.              | Лип.               | Серп.              | Вер.               | Жовт.              | Лист.              | Груд.              | Рік                |
| Середній максимум, °C                      | 34,4               | 34,2               | 32,8               | 34,4               | 36,0               | 38,2               | 33,2               | 35,6               | 33,6               | 33,0               | 33,0               | 32,6               | 38,2               |
| Середній мінімум, °C                       | 17,6               | 18,0               | 17,6               | 17,4               | 17,6               | 17,6               | 17,0               | 15,9               | 17,6               | 18,0               | 19,6               | 17,0               | 15,0               |
| Середня кількість сонячних годин на місяць | 228,9              | 245,2              | 183,9              | 173,1              | 108,5              | 116,3              | 106,1              | 118,1              | 99,2               | 103,9              | 139,8              | 120,5              | 1743,5             |
| Днів з дощем                               | 2,9                | 1,3                | 1,4                | 4,9                | 15,0               | 16,0               | 14,0               | 15,0               | 17,0               | 20,0               | 16,0               | 7,5                | 131,0              |
| ------------------------------------------ | ------------------ | ------------------ | ------------------ | ------------------ | ------------------ | ------------------ | ------------------ | ------------------ | ------------------ | ------------------ | ------------------ | ------------------ | ------------------ |
| Джерело: ETESA                             |                    |                    |                    |                    |                    |                    |                    |                    |                    |                    |                    |                    |                    |

## Транспорт
Основним засобом пересування між Колоном та іншими островами, а також материком є водні таксі.